# ネッタイチョウ属
ネッタイチョウ属（ネッタイチョウぞく、Phaethon）は、鳥類ネッタイチョウ目ネッタイチョウ科の属である。
ネッタイチョウ科唯一の属で、現在はネッタイチョウ目唯一の属でもあるが、歴史的には他の目に所属したこともある。

## 特徴

### 分布
インド洋、大西洋、太平洋

### 形態
最大種はアカハシネッタイチョウ。最小種はシラオネッタイチョウで全長70–82cm。翼開張90–95cm。
中央の尾羽2枚は細長く伸長する。全身は白い羽毛で被われ、黒い斑紋が入る。翼は長い。
嘴は頑丈で、下方へやや湾曲する。嘴の外縁には鋸状の突起があり、咥えた獲物を逃がさない様になっている。後肢は非常に短いが、趾の間には水かきが発達する。後肢の色彩は褐色。
孵化直後の雛は全身が綿羽で被われる。伸長した尾羽はオスの方が長い。また幼鳥は斑紋が多く、尾羽に伸長した羽毛が無い。

### 生態
熱帯の海洋に生息し、日本語圏や英語圏での総称（tropicbird）の由来になっている。繁殖期を除いて陸に上がることはなく、海面で休む。海面に浮かぶ時は伸長した尾羽を高く上げる。後肢が短く胴体の後方にあるため、地表では直立して歩行することができない。
食性は動物食で、魚類や軟体動物を食べる。羽ばたいて空中に静止（ホバリング）して獲物を探し、獲物を見つけると上空から急降下して潜水し捕らえる。
繁殖形態は卵生。ペアは一生解消されず、産卵場所も同じ場所を使い続ける。集団繁殖地（コロニー）を形成し、産卵場所を巡って激しく争うこともある。断崖に空いた穴や茂み、樹上などに巣を作らずに、1回に1個の卵を直接産む。

## 分類

### 位置づけ
かつてはペリカン目ネッタイチョウ亜目 Phaethontes の唯一の科とされていた。
Sibley et al. 1988は、コウノトリ目コウノトリ亜目コウノトリ下目ネッタイチョウ小目 Phaethontida の唯一の科とした。
現在は分子系統にもとづき、ネッタイチョウ目の単一の科に分類されている。ネッタイチョウ目は新顎類の中でキジカモ類の次に分岐した Metaves に属し、その姉妹群の Coronaves に属するペリカン目やコウノトリ目とは遠縁である（ただし Metaves と Coronaves の単系統性は不確実である）。

### 種
- Phaethon aethereus アカハシネッタイチョウ Red‐billed tropicbird
- Phaethon lepturus シラオネッタイチョウ White‐tailed tropicbird
- Phaethon rubricauda アカオネッタイチョウ Red‐tailed tropicbird

## 人間との関係
属名Phaethonはギリシャ神話の登場人物パエトンに由来し、飛翔する様子が太陽の戦車を連想させた事に由来する。
食用の狩猟、人為的に移入された動物による繁殖地の破壊などにより生息数は減少している。

## 画像

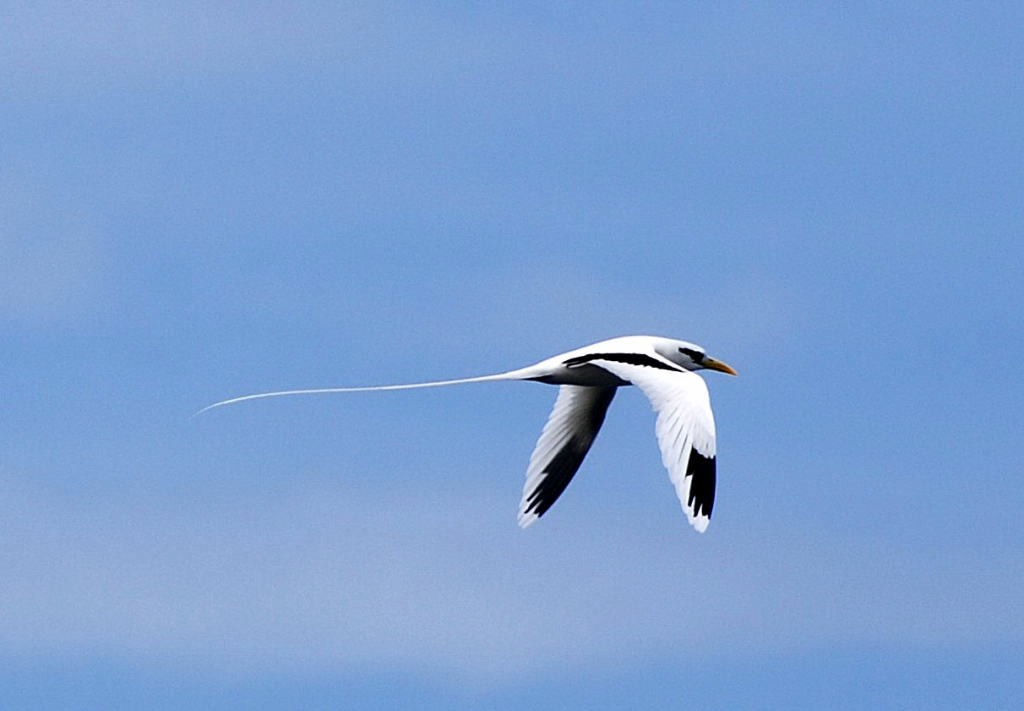
シラオネッタイチョウ P. lepturus
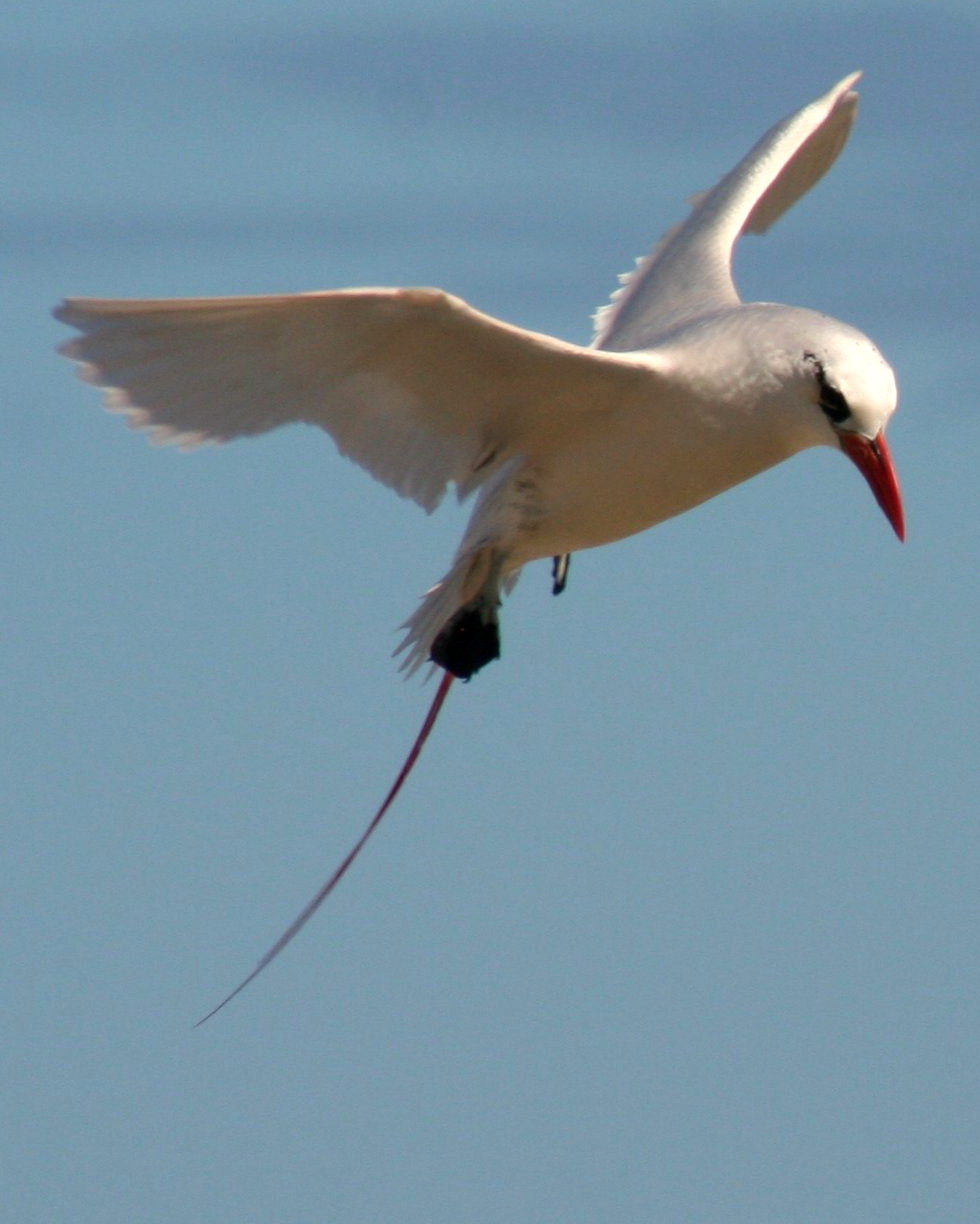
アカオネッタイチョウ P. rubricauda